# 鈴止村
鈴止村（すずとめむら）は三重県飯南郡にあった村。現在の松阪市中心部の一角、愛宕川の下流域、概ね松阪駅の東方一帯にあたる。

## 地理
- 河川：愛宕川、金剛川

## 歴史
- 1889年（明治22年）4月1日 - 町村制の施行により、飯高郡矢川村および東岸江村・西岸江村の各大部分の区域をもって鈴止村が成立。
- 1896年（明治29年）4月1日 - 所属郡が飯南郡に変更。
- 1921年（大正10年）1月1日 - 松阪町に編入。同日鈴止村廃止。

## 現在の町名
- 大字矢川 - 中町六丁目
- 大字東岸江 - 東町
- 大字西岸江 - 宮町（一部）、愛宕町（一部）

## 地域
教育
- 鈴止尋常小学校 - 松阪町への編入後、松阪第四尋常小学校（現存する松阪市立第四小学校とは異なる）に改称した後、1923年（大正12年）4月に松阪第二尋常小学校に統合され閉校[1]。